# Nice Guys Finish First

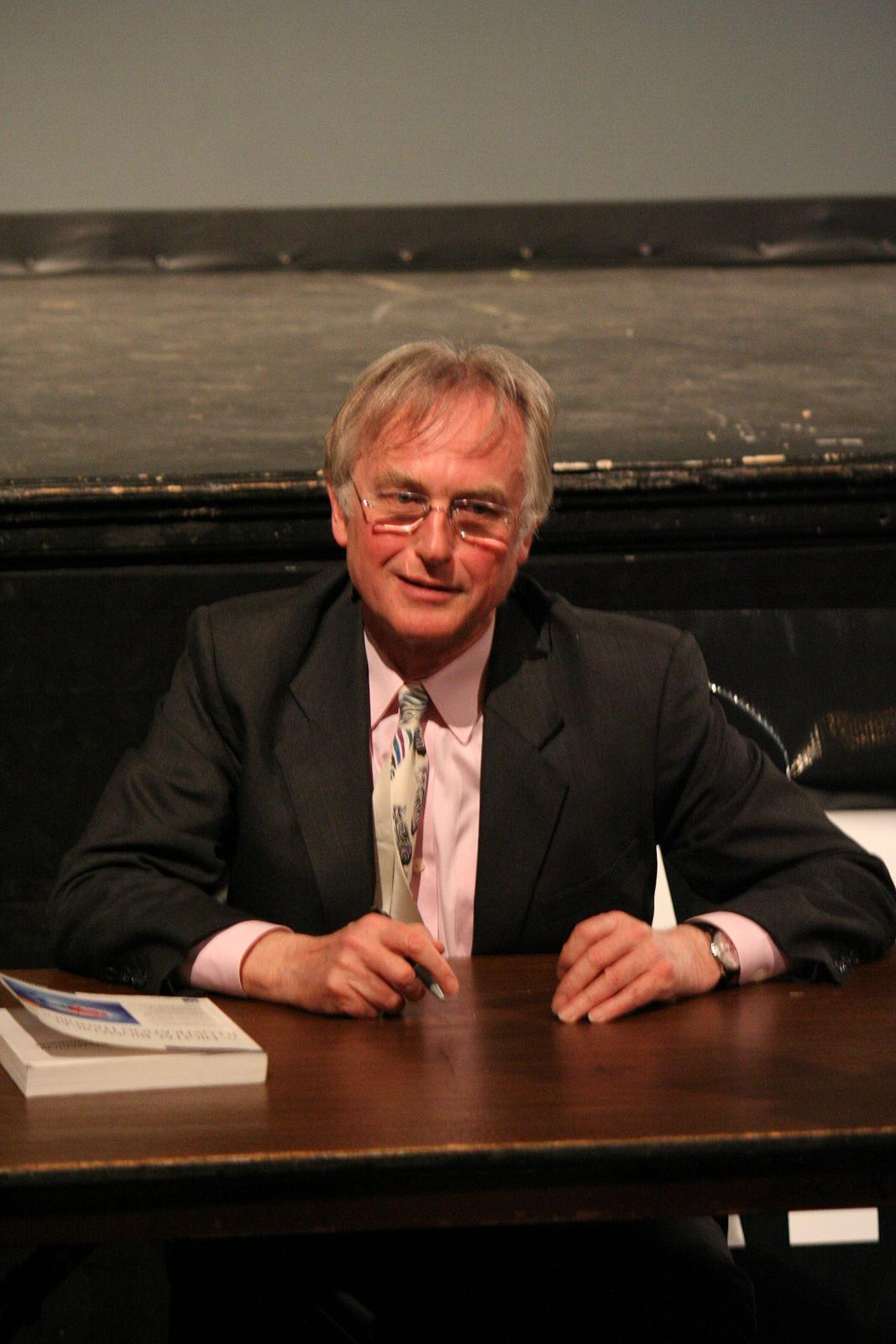
Richard Dawkins

Nice Guys Finish First is een ongeveer 45 minuten durende documentaire die Richard Dawkins in 1986 maakte voor het programma Horizon van de BBC. Hij betoogt daarin dat diersoorten met een goed onderling sociaal stelsel als soort de beste overlevingskansen hebben in de evolutie.
Dawkins verhaal in Nice Guys Finish First berust op de speltheorie, met name het prisoner's dilemma. Zijn stelling komt erop neer dat egoïsme (niet delen, alles zelf houden) op de korte termijn het beste is voor het individu, maar het op de lange termijn de kop kost.

## Theorie
Dawkins gaat in zijn uitleg uit van drie groepen die achter voedsel aangaan: de 'egoïsten', de 'delers' en de 'kritische delers'.
- De delers sterven uit. Zij delen wanneer ze wat hebben, maar krijgen nooit wat terug van de egoïsten wanneer die buit hebben. Op lange termijn wordt hun groep kleiner en kleiner ten opzichte van de egoïsten en de kritische delers.
- De egoïsten sterven daarna uit. Als ze zelf niets buit kunnen maken, sterven ze omdat de andere egoïsten ook alles voor zichzelf houden. Van de kieskeurige delers krijgen ze op iets langere termijn ook niets meer. Want:
- De kritische delers overleven. Zij kunnen altijd eten. Als ze iets hebben, eten ze wat ze na verdeling overhouden. Als ze zelf niets hebben, krijgen ze eten van degenen aan wie zij eerder uitgedeeld hebben (reciprociteit). Omdat ze kritisch zijn, delen ze alleen met degenen die na eerder uitdelen de gunst terugbetaalden (tit for tat). Omdat ze zelf eerder uitdeelden (of nog niet weigerden), staan zij tegelijkertijd in de mentale 'deellijst' van andere kieskeurigen. In het begin maken ze de fout met egoïsten te delen, maar omdat ze van die fouten leren, sluiten ze die groep na verloop van tijd uit.

## Demonstratie
Dawkins demonstreert de werking van dit systeem door twee mensen tegenover elkaar aan een tafel te zetten. Ze zijn van tevoren niet ingelicht over speltheorie en worden gescheiden door een verticaal bord in het midden, zodat ze elkaar niet zien. Vervolgens moeten ze keer op keer 'blind' een keuze maken voor 'kiezen' of 'delen'. Kiezen terwijl de ander deelt, levert 4 punten op. De deler krijgt er 1. Allebei kiezen, levert beiden 2 punten op. Allebei delen, levert beiden 3 punten op.
Het gevolg hiervan is dat degene die altijd kiest, nooit van de ander verliest. Immers: kiest hij terwijl de ander deelt, dan wint hij. Kiest hij en de ander ook, dan is het een gelijkspel. Individueel gezien, is kiezen dus altijd de beste keus. De wet van de sterkste lijkt op te gaan.
In groepsverband blijkt het echter anders te liggen. Wanneer er een x aantal verschillende koppels tegelijk dit experiment uitvoert, legt een koppel waarvan minimaal één persoon vaak kiest het altijd af tegen koppels die vaak samen delen. Een koppel waarbij één iemand kiest, kan immers samen maximaal 4+1=5 punten halen die ronde. Een koppel dat samen deelt, haalt op hetzelfde moment 3+3=6 punten. Dus het koppel dat in een spel over een aantal ronden het snelst doorheeft dat het zo veel mogelijk samen moet delen, wint van koppels die dat later doorkrijgen. Vertaald naar diersoorten en voedsel: de soort die deelt met andere delers - zonder zich de kaas van het brood te laten eten door eeuwige kiezers - is in het voordeel ten opzichte van zowel eeuwige kiezers als ten opzichte van eeuwige delers. Op lange termijn heeft die soort wat voedsel betreft de beste overlevingskansen: nice guys finish first.